# Direction (Kokosovi otoci)
Otok Direction (eng. Direction Island) najsjeverniji je otok atola Južni Keeling, u Kokosovim otocima.
Navoz i spremnik povezani s letećim čamcima i spasilačkim službama na moru na otoku početkom dvadesetog stoljeća navedeni su na popisu baštine Australskog Commonwealtha.

## Vanjske poveznice
|  | Zajednički poslužitelj ima još gradiva o temi Direction (Kokosovi otoci) |